# Kościół św. Wojciecha w Łanach Wielkich
Kościół Świętego Wojciecha – zabytkowy parafialny kościół rzymskokatolicki znajdujący się w Łanach Wielkich. Kościół należy do dekanatu żarnowieckiego diecezji kieleckiej.
Kościół wpisany został do rejestru zabytków 12 kwietnia 1962 roku pod numerem 270/62; został przepisany pod numer A/663/2020 (pismo z dnia 5 czerwca 2020).

## Historia
Pierwsze wzmianki o kościele w Łanach Wielkich pochodzą z 1257 roku (dokument Bolesława Wstydliwego przenoszący klasztor klarysek z Zawichostu do Skały) i 1259 (dokument biskupa krakowskiego Prandoty). Na podstawie wymienionych źródeł wiemy, że kościół był ufundowany przed rozpoczęciem panowania przez Bolesława Wstydliwego. Brak danych, czy był to kościół murowany czy też wykonany z drewna.
W XIV lub w XV wieku przykryto prezbiterium kościoła sklepieniem krzyżowo-żebrowym, w zworniku którego umieszczono godło herbu Syrokomla. W kolejnych stuleciach powiększono istniejące okna i wybito nowe, rozebrano kaplicę św. Jakuba i rozbudowano kościół, przedłużając ściany nawy drewnianą konstrukcją (po 1782 roku).
Gruntowna przebudowa kościoła miała miejsce w latach 1845–1850. Wówczas zastąpiono drewnianą część nawy murowaną, częściowo zlikwidowano gotyckie sklepienia, prawdopodobnie też zamurowano gotyckie okna. W 1889 roku w miejscu zakrystii wybudowano kaplicę oraz postawiono nową zakrystię.
W 1962 roku podczas prac przygotowawczych do malowania kościoła na ścianach odkryto średniowieczną polichromię.

## Architektura i wyposażenie
Kościół jest orientowany, murowany, o cechach gotyckich zatartych przez późniejsze przebudowy. Jednonawowy z prezbiterium zamkniętym półkolistą absydą. Przy nawie znajduje się kaplica Matki Boskiej Częstochowskiej. Kościół o wydłużonej bryle, nakryty dachem dwuspadowym. W dachu nawy umieszczona jest sygnaturka. Fasada jednoosiowa, ujęta w pilastry, zwieńczona trójkątnym szczytem. Elewacje boczne 2-osiowe. Okna zamknięte łukami odcinkowymi. Absyda prezbiterium ozdobiona arkadami wspartymi na pilastrach, ściana szczytowa kaplicy w elewacji północnej zwieńczona ozdobnym szczytem.
Najstarszymi elementami wystroju kościoła jest gotycki, kamienny portal oraz polichromia w prezbiterium i starszej części nawy.
Dwa ołtarze boczne (św. Antoniego i św. Józefa) utrzymane są w stylu barokowym, być może z elementami renesansowymi. Chór muzyczny powstał prawdopodobnie ok. połowy XIX wieku. Neogotyckie organy pochodzą z 1889 roku. W 1907 wykonano ołtarz główny, zastępując nim wcześniejszy z 1827 roku. Do nowego ołtarza wmontowano barokowy obraz Matki Bożej adorującej Dzieciątko.

## Polichromia

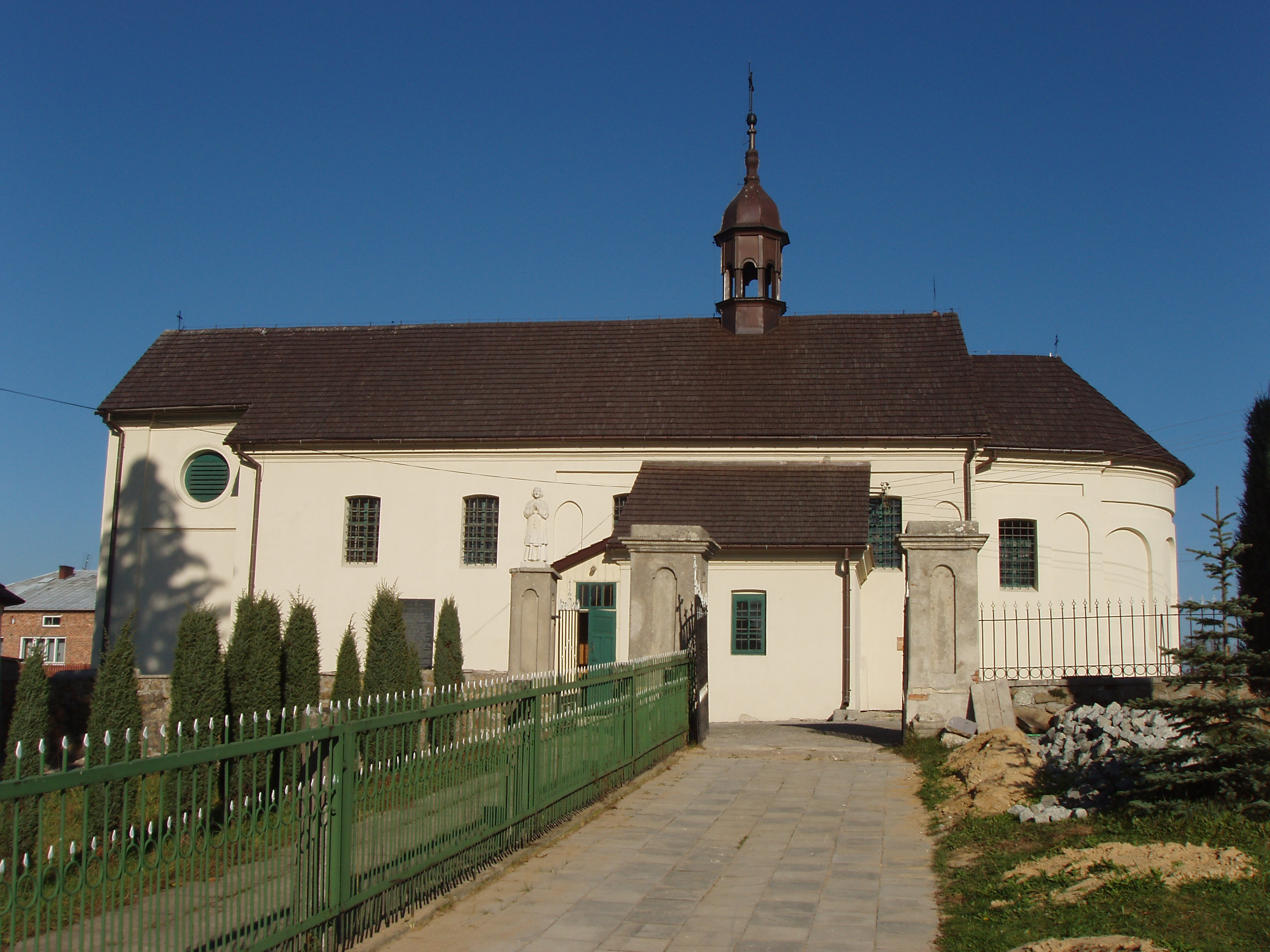
Widok ogólny elewacji południowej

Odkryta w 1962 roku na ścianach starszej części kościoła (w nawie i prezbiterium) polichromia średniowieczna została w kolejnych latach odkryta i poddana pracom konserwatorskim. Etap konserwacji polichromii zakończono w 1966 roku. W latach 1969–1970 konserwatorzy z Krakowa Jerzy Gadomski i Mieczysław Woźniak wykonali korektę uzupełnień malowideł (wykonanych metodą kropkowania) poprzez scalenie kropek w plamę.

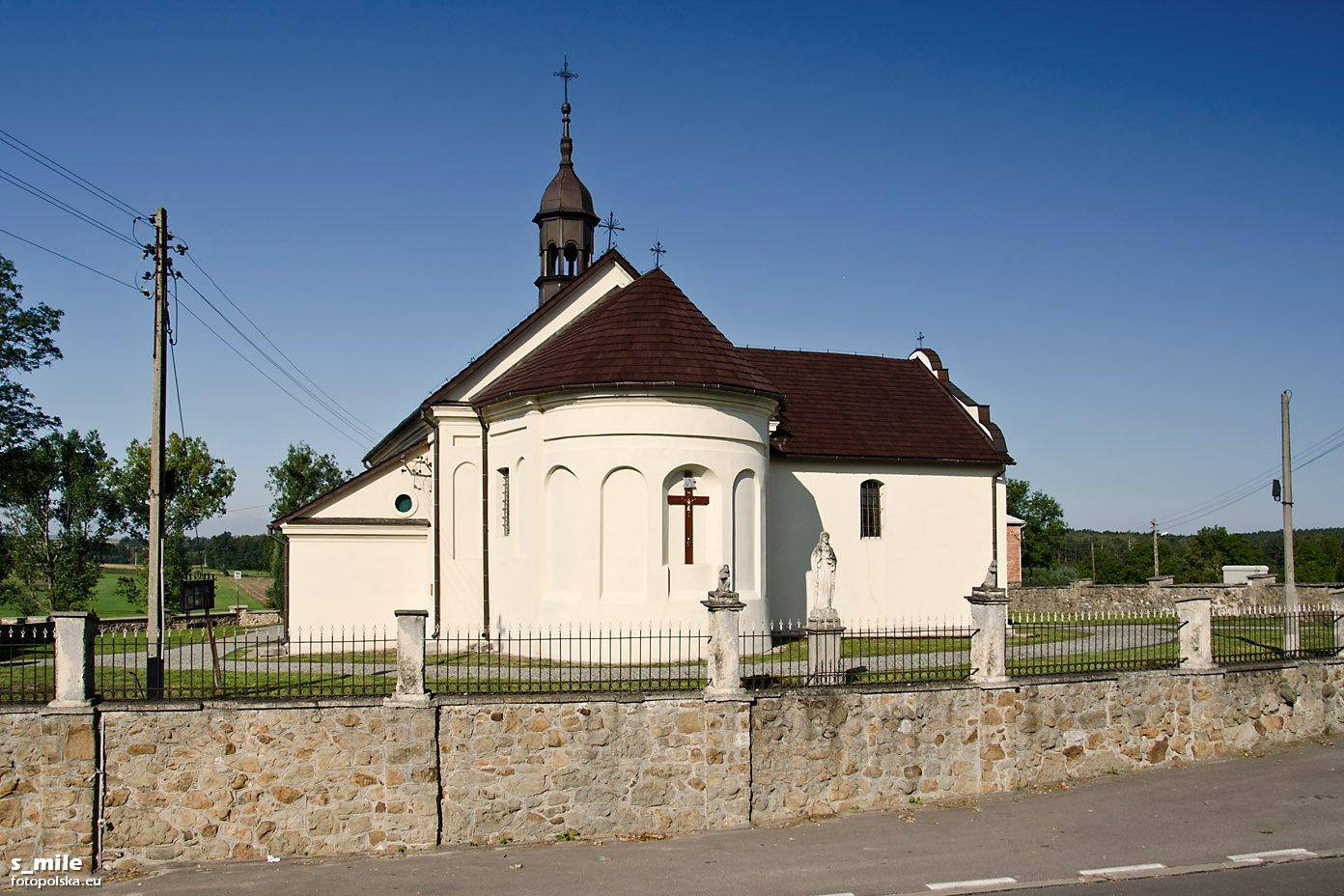
Widok ogólny od strony wschodniej

Polichromia powstała w dwóch etapach. Pierwsza faza z około 1450 roku obejmuje przedstawienie Sąd Ostateczny w absydzie oraz słabo czytelne obecnie polichromie w prezbiterium. Faza druga obejmuje dekoracje malarskie powstałe w latach 1470–1480. Z tego okresu pochodzą polichromie w nawie oraz przedstawienie Matki Bożej Bolesnej w prezbiterium. Malowidła znajdują się na wszystkich ścianach i sklepieniu prezbiterium oraz na ścianach nawy. Całość polichromii obejmuje powierzchnię 265m².
Malowidła wykonane są w sposób linearny, z uproszczonymi przedstawieniami postaci. W kolorystyce pierwszej fazy dominuje błękit, któremu towarzyszą elementy ugrowe, seledynowe i czerwone. Dekoracja II fazy jest bogatsza, wypełnia płaszczyzny ścian na zasadzie horror vacui. Charakterystyczny dla tej fazy jest gruby czarny kontur wypełniony kolorami, głównie czerwienią.

### Przedstawienia
- Na sklepieniu absydy: Sąd Ostateczny[7]. Chrystus – Sędzia przedstawiony jest na tęczy, w mandorli, towarzyszy mu Maria i św. Jan Chrzciciel. Nad nimi namalowani są aniołowie dmący w trąby, na dole sceny znajdują się otwarte groby i sylwetki zmartwychwstałych kierujących się do bram raju lub zapędzanych do otwartej paszczy Lewiatana[12].
- Na ścianach prezbiterium: przedstawienia zachowane fragmentarycznie, wśród nich Matka Boża Bolesna, św. Jerzy (?) ze smokiem, fragmenty nieokreślonych postaci, ptak, wić roślinna z kwiatami i owocami[13].
- Ściana północna nawy: sceny pasyjne (Wjazd Chrystusa do Jerozolimy, Modlitwa w Ogrójcu, Pojmanie), fragmenty scen (Samobójstwo Judasza (?), Ukrzyżowanie), w dolnej strefie – aniołowie podtrzymujący kotary[14].
- Ściana wschodnia nawy: Walka św. Jerzego ze smokiem, św. Maria Magdalena unoszona przez anioły oraz fragmenty scen i postaci. Na półfilarze znajduje się malowidło przedstawiające monstrancję i hostię[14].
- Ściana południowa nawy: dominuje przedstawienie Męczeństwa Dziesięciu Tysięcy na Górze Ararat z Żywym Krzyżem (nabitych na drzewo Legionistów Tebańskich) w zwieńczeniu. Ponadto na ścianie południowej znajdują się sceny: św. Zofia z córkami, Zwiastowanie i Wniebowstąpienie, Męczeństwo św. Erazma oraz wizerunki świętych niewiast: (św. Jadwiga, św. Apolonia, św. Małgorzata i nierozpoznana święta), postacie budowniczego i pielgrzyma, a także fragmenty innych scen (Męczeństwo św. Sebastiana (?))[15]. W dolnej części znajdują się aniołowie podtrzymujący kotary[15].
- Ściana zachodnia nawy została przebudowana w połowie XIX wieku. Zachowały się na niej niewielkie fragmenty scen: Grzech Pierworodny, Wniebowstąpienie (kontynuacja przedstawienia ze ściany południowej) oraz pochylony koń z jeźdźcem i fragmenty postaci[16].

### Galeria

Polichromie w kościele św. Wojciecha w Łanach Wielkich
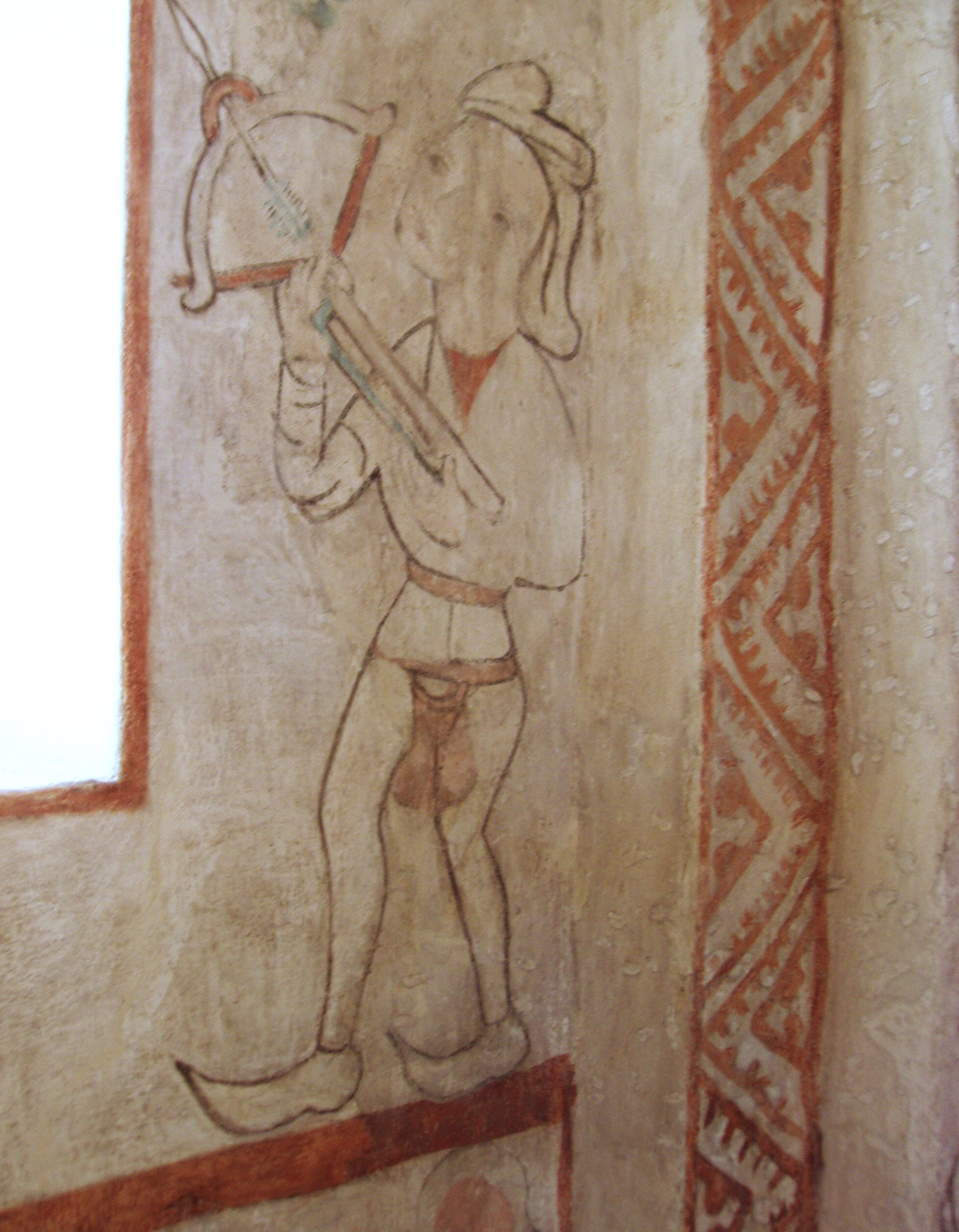
Kusznik – fragment polichromii na ścianie południowej nawy
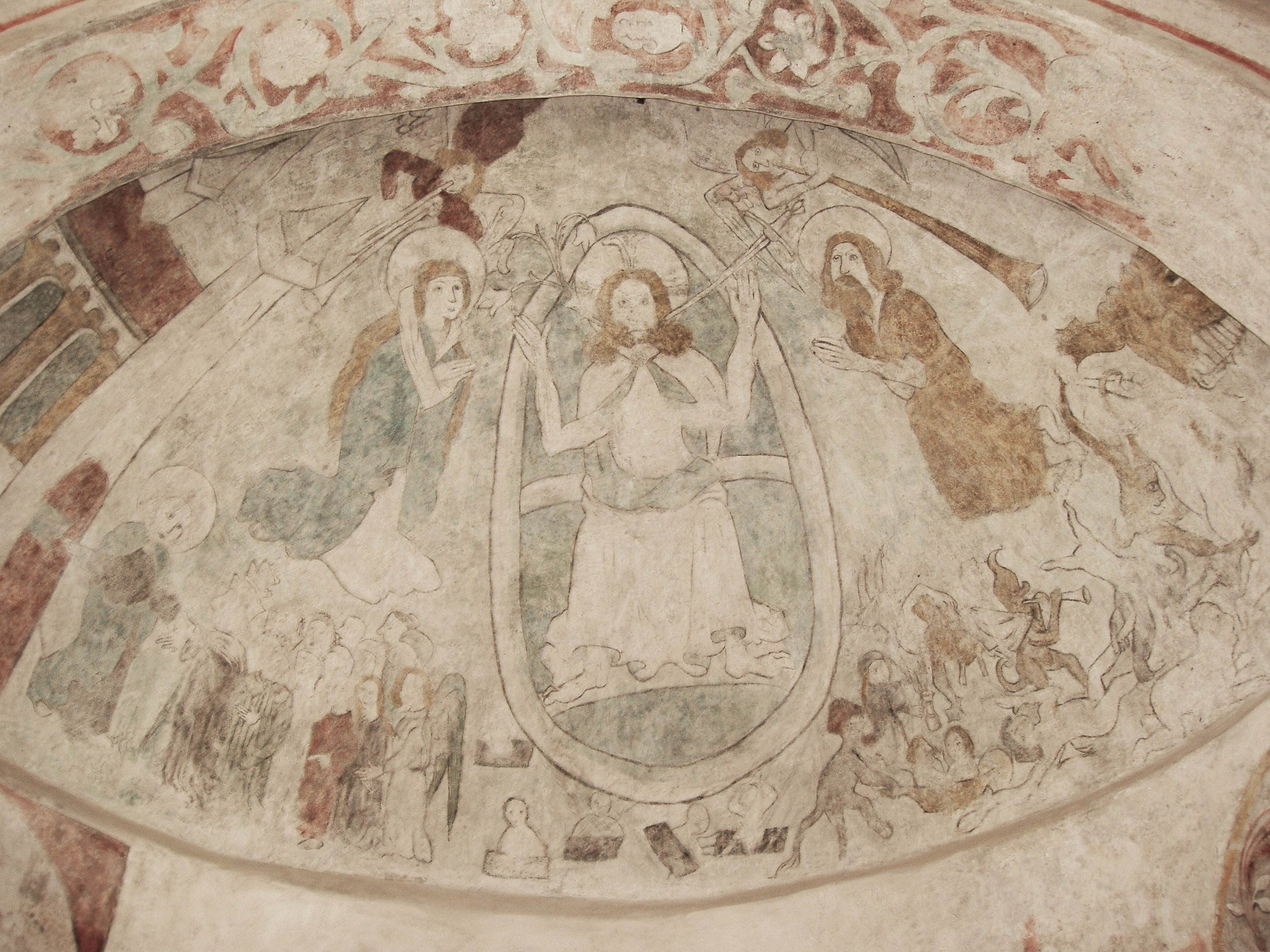
Sąd Ostateczny na sklepieniu absydy
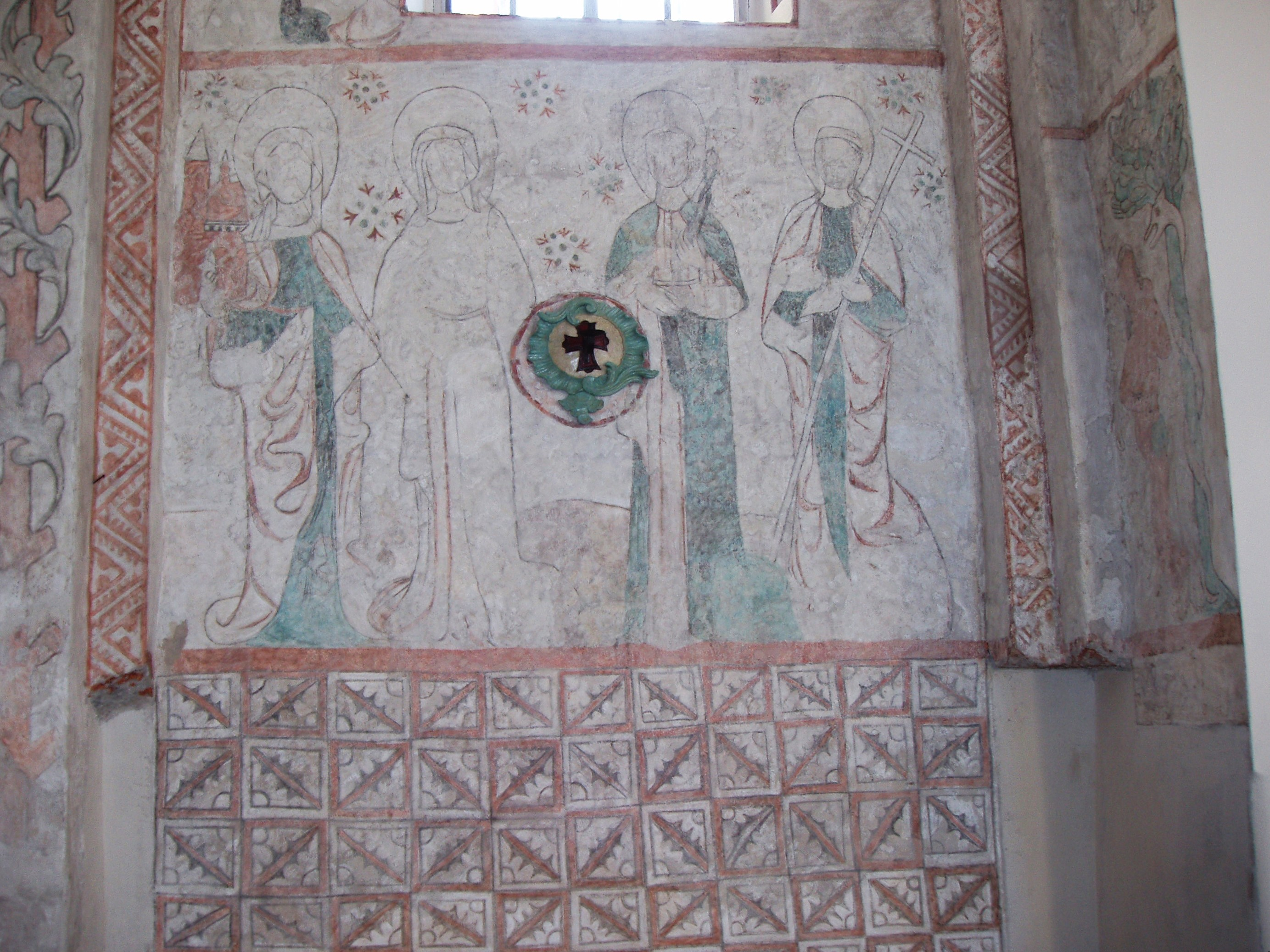
Święte Niewiasty – polichromia na ścianie południowej nawy
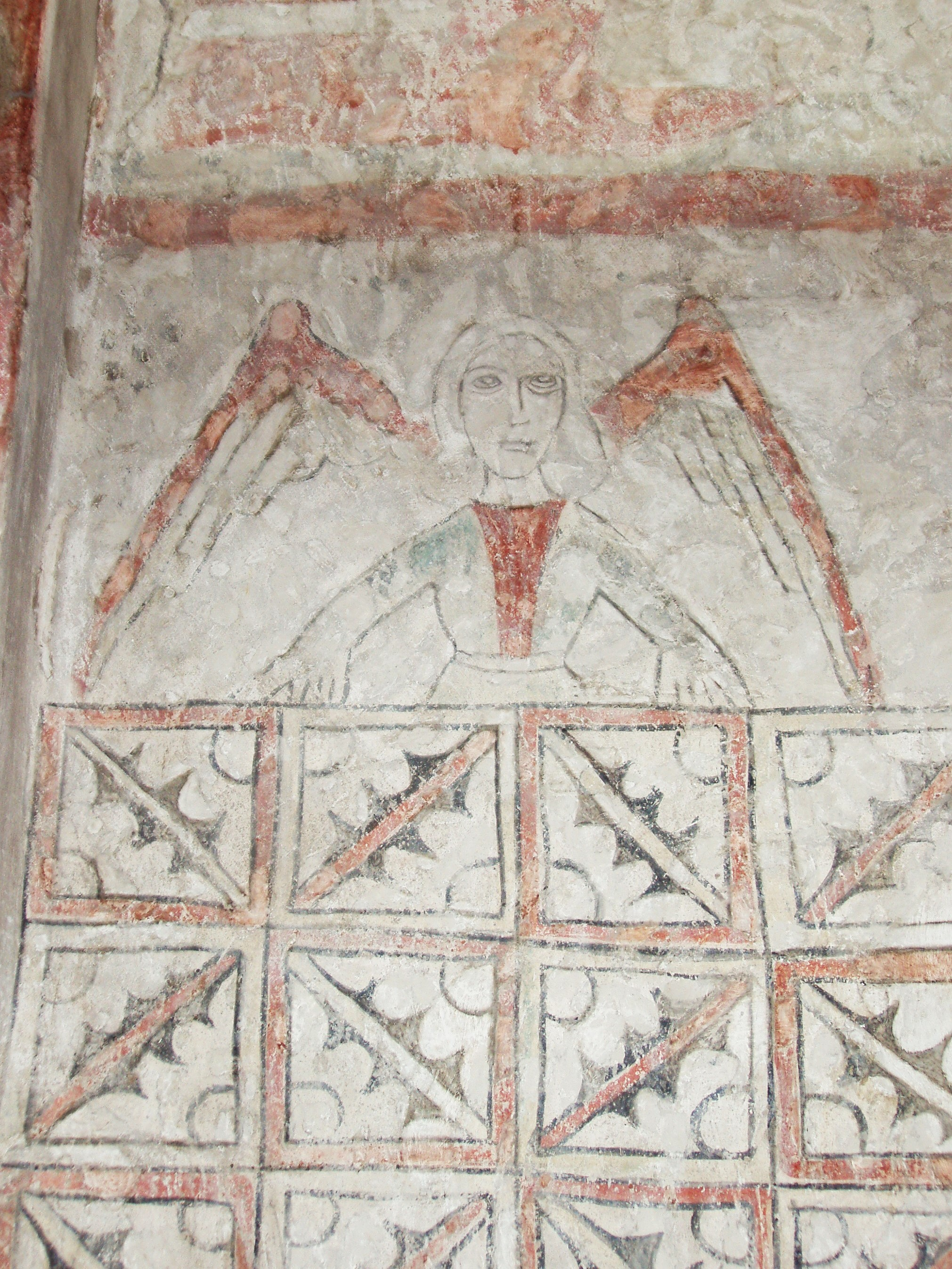
Anioł podtrzymujący kotarę – fragment polichromii
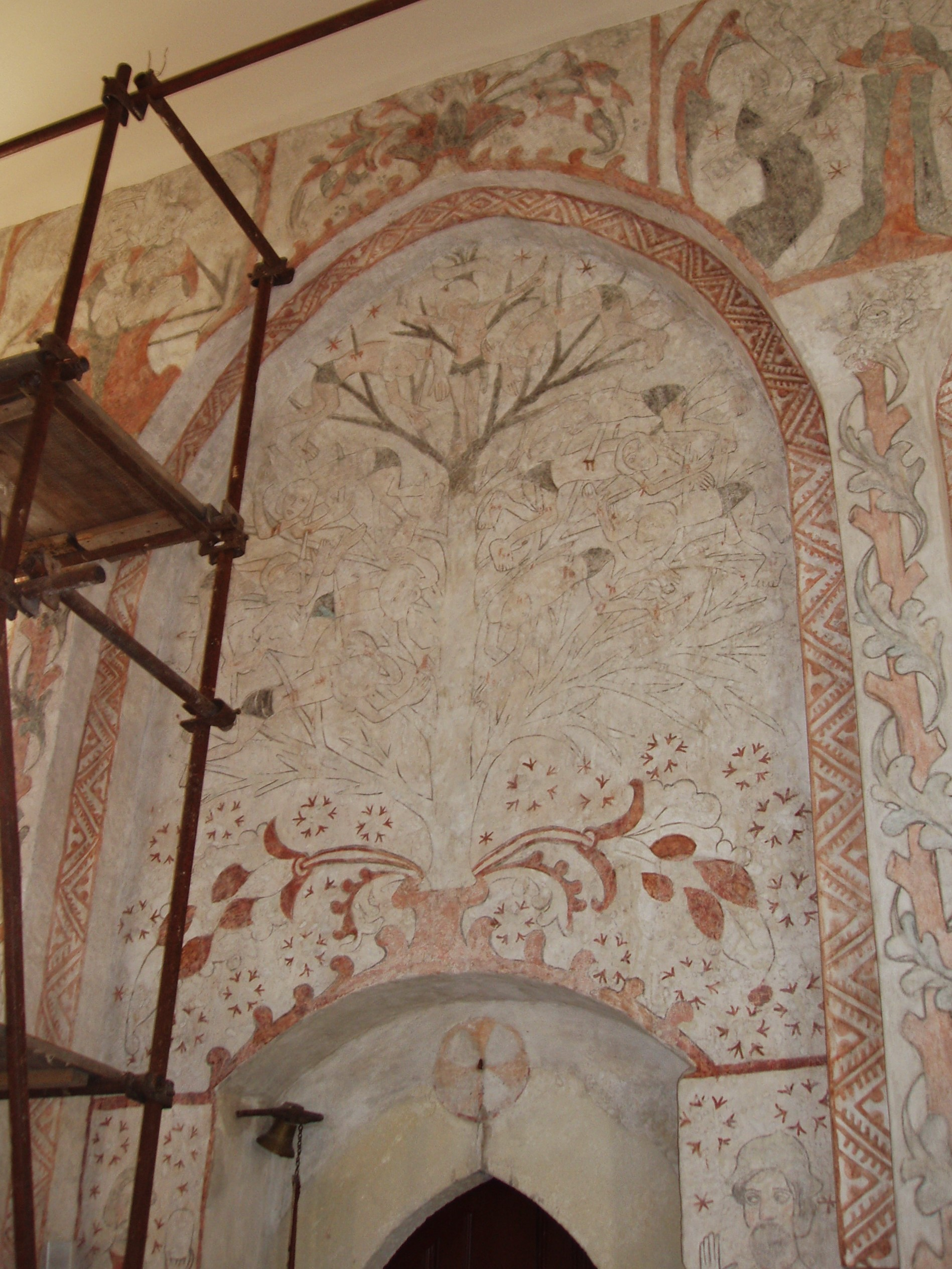
Męczeństwo Dziesięciu Tysięcy na Górze Ararat z Żywym Krzyżem w zwieńczeniu – polichromia na ścianie nawy południowej